# Ferrassières
Ferrassières – miejscowość i gmina we Francji, w regionie Owernia-Rodan-Alpy, w departamencie Drôme.
Według danych na rok 1990 gminę zamieszkiwało 106 osób, a gęstość zaludnienia wynosiła 4 osoby/km² (wśród 2880 gmin regionu Rodan-Alpy Ferrassières plasuje się na 1515. miejscu pod względem liczby ludności, natomiast pod względem powierzchni na miejscu 300.).

## Galeria

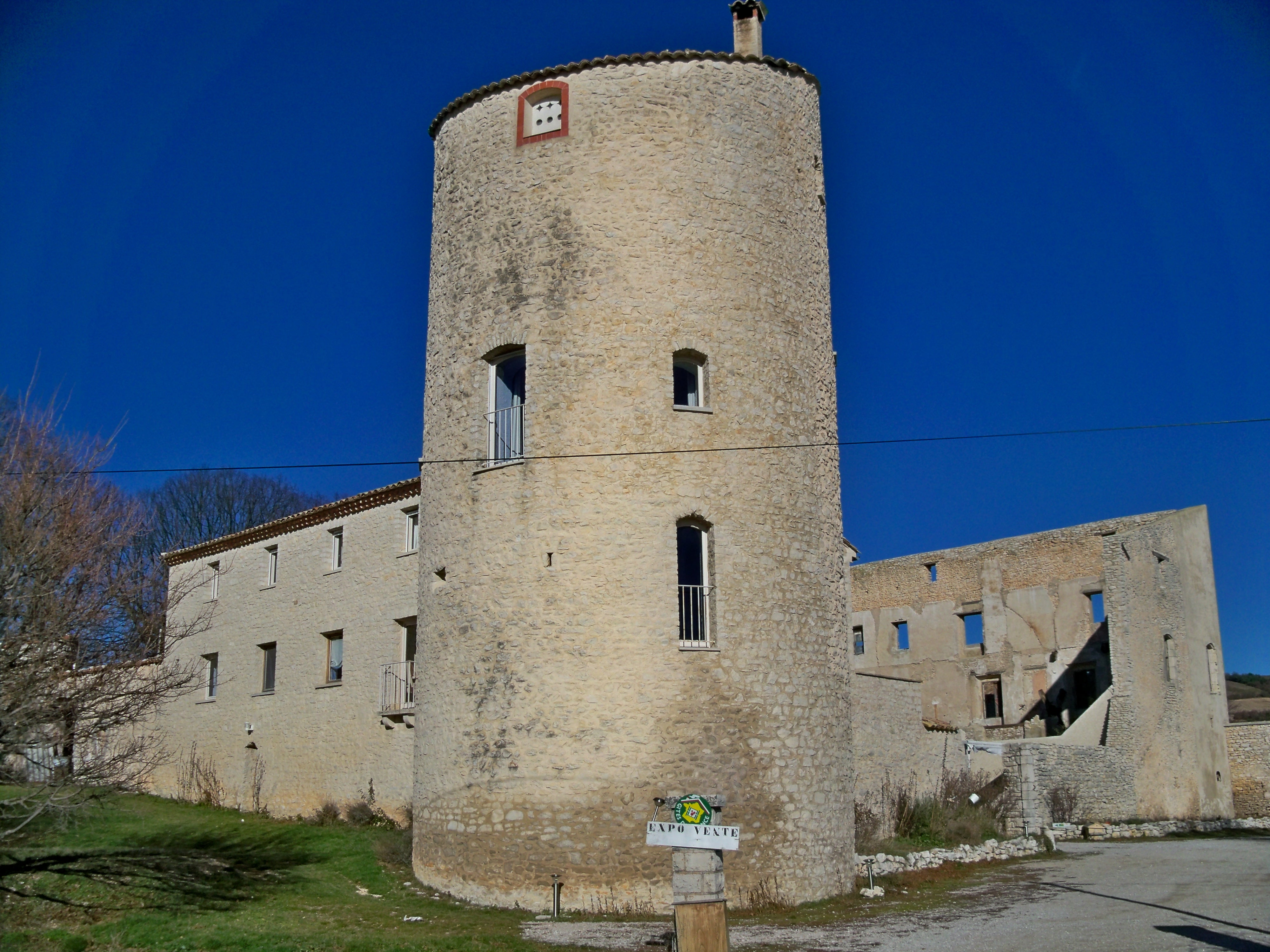
Zamek Gabelle, 2010
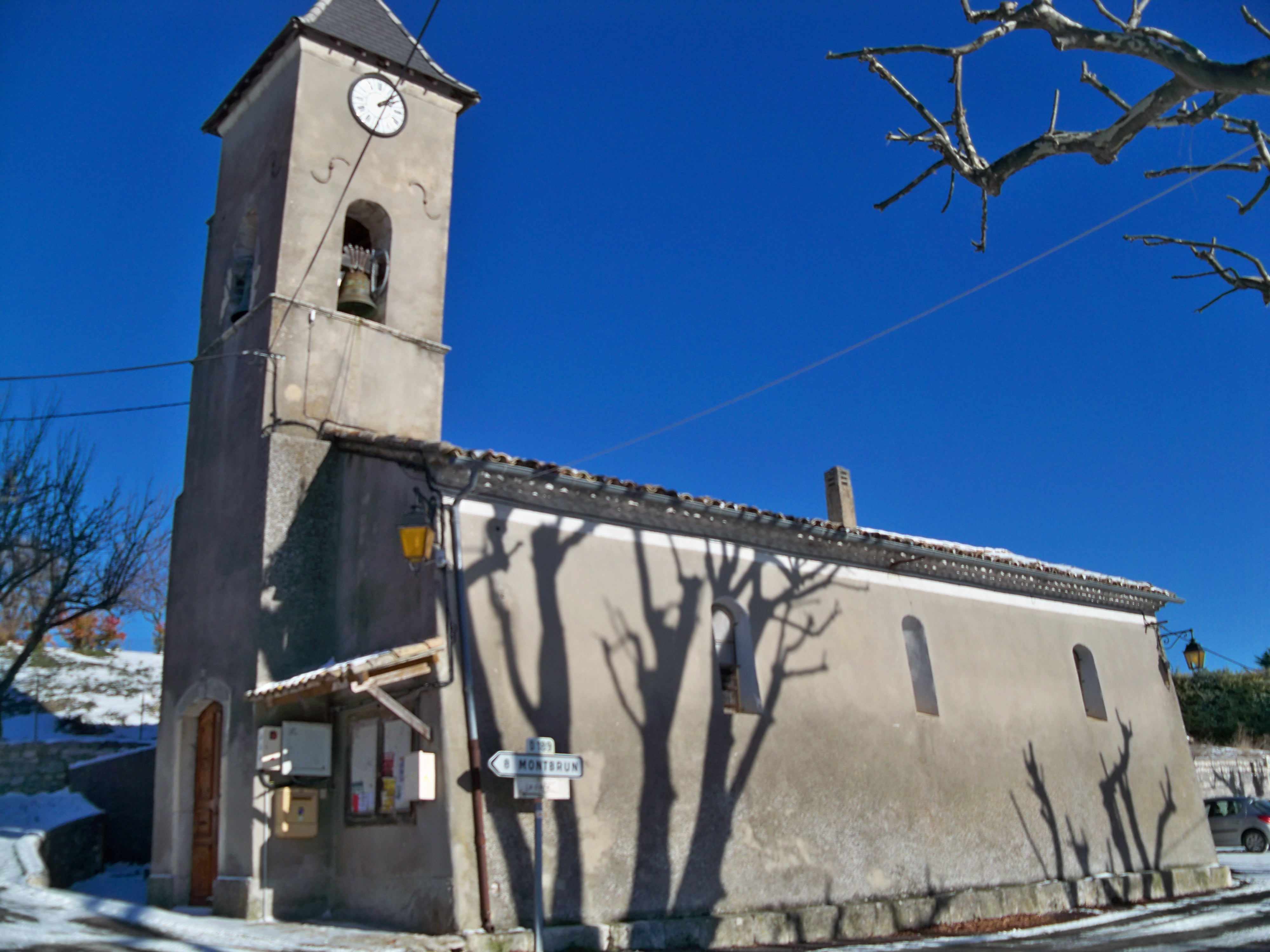
Kościół św. Juliana z Brioude, 2010